# 亚铁氰酸钴
亚铁氰酸钴是一种配位化合物，化学式为Co2[Fe(CN)6]。它存在无水物和水合物，其六水合物在140~180 °C完全脱水。它的8.9水合物具有叠层结构。

## 制备及性质
亚铁氰酸钴可以通过硝酸钴和亚铁氰酸钾的反应制得，或通过氯化钴和亚铁氰酸的反应得到。它可以溶解在焦磷酸钠溶液中：
Co2[Fe(CN)6] + 2 Na4P2O7 → Na4[Fe(CN)6] + Na4Co2(P2O7)2
它的凝胶与MCl2水溶液（M=Mn, Ni, Cu, Zn, Cd）接触时，会发生一定程度的离子取代。